# Аллен, Гарри (футболист, 1866)
Га́рри А́ллен (англ. Harry Allen; 19 января 1866 — 23 февраля 1895) — английский футболист, хавбек. Выступал за футбольные клубы «Уолсолл Таун» и «Вулверхэмптон Уондерерс», а также за национальную сборную Англии.

## Клубная карьера
Уроженец Уолсолла, начал играть в футбол за местную команду «Берчалл Рейнджерс», с 1883 года выступал за «Уолсолл Таун». В 1886 году перешёл в клуб «Вулверхэмптон Уондерерс». Дебютировал за «волков» Дебютировал за «волков» 30 октября 1886 года в матче первого раунда Кубка Англии против «Матлок Таун» (победа со счётом 6:0). На тот момент регулярного чемпионата ещё не существовало, и клубы проводили только кубковые либо товарищеские матчи.
В 1888 году была создана Футбольная лига Англии. 8 сентября 1888 года Аллен дебютировал в первом в истории розыгрыше турнира в матче первого тура против бирмингемского клуба «Астон Вилла», сыграв на позиции центрального хавбека на стадионе «Дадли Роуд». Матч завершился вничью со счётом 1:1. Всего в сезоне 1888/89 Аллен провёл за «волков» все 22 матча в чемпионате (только Аллен и Дики Бо сыграли за команду во всех без исключения матчах Футбольной лиги того сезона). В Кубке Англии того же сезона Аллен помог команде дойти до финала, в котором «волки» со счётом 0:3 проиграли «Престон Норт Энд» — команде «неуязвимых», сделавших в том сезоне «дубль».
В сезоне 1892/93 в качестве капитана вывел свою комнаду в финал Кубка Англии, где «волки» обыграли «Эвертон» с минимальным счётом 1:0, причём победный гол забил именно Гарри Аллен.
Свой последний матч за «волков» Аллен провёл 25 ноября 1893 года: это была игра Футбольной лиги против клуба «Сток». Из-за болезни и травмы спины Аллен объявил о завершении футбольной карьеры в октябре 1894 года.

## Карьера в сборной
4 февраля 1888 года дебютировал за национальную сборную Англии, выйдя на поле на позиции центрального хавбека в матче Домашнего чемпионата против сборной Уэльса на стадионе «Нантуич Роуд» в Кру, который завершился победой англичан со счётом 5:1. 17 марта того же года провёл свой второй матч за сборную, сыграв против Шотландии на «Кэткин Парк» в Глазго. В той игре англичане разгромили «старого врага» со счётом 5:0. 7 апреля 1888 года Аллен сыграл против сборной Ирландии на стадионе «Баллинафей Парк» в Белфасте, англичане одержали в том матче победу со счётом 5:1. Выиграв все три матча, Англия единолично завоевала титул победителя Домашнего чемпионата Великобритании.
13 апреля 1889 года Аллен провёл свой четвёртый матч за сборную Англии: это была игра Домашнего чемпионата против сборной Шотландии на лондонском стадионе «Сарри Крикет Граунд», в которой англичане проиграли со счётом 2:3. Второй гол шотландцев в некоторых источниках указан как гол Джимми Озуалда, в ряде других — как автогол хавбека англичан Гарри Аллена.
5 апреля 1890 года Аллен провёл свой пятый (и последний) матч за сборную Англии: на стадионе «Хэмпден Парк» в Глазго шотландцы и англичане сыграли вничью со счётом 1:1. Благодаря равенству очков по итогам трёх матчей Англия и Шотландия «разделила» между собой чемпионский титул Домашнего чемпионата того сезона

## Достижения
«Вулверхэмптон Уондерерс»
- Обладатель Кубка Англии: 1893
- Финалист Кубка Англии: 1889

Сборная Англии
- Победитель Домашнего чемпионата Великобритании: 1888, 1890 (разделённая победа)

## Вне футбола
После окончания футбольной карьеры Аллен владел пабом в Вулвергемптоне. В феврале 1895 года умер от туберкулёза в возрасте 29 лет.